# Mercedes (kommun i Honduras, Departamento de Ocotepeque, lat 14,32, long -88,98)
Mercedes är en kommun i Honduras.   Den ligger i departementet Departamento de Ocotepeque, i den västra delen av landet, 190 km väster om huvudstaden Tegucigalpa. Antalet invånare är 6 000. Arean är 96 kvadratkilometer.
Terrängen i Mercedes är huvudsakligen kuperad, men västerut är den bergig.